# DSLinux
DSLinux – port systemu operacyjnego Linux dla konsoli Nintendo DS. System jest jeszcze we wczesnym stadium rozwoju, aczkolwiek już oferuje podstawowe funkcje i programy. Projekt opiera się na jądrze uClinux.

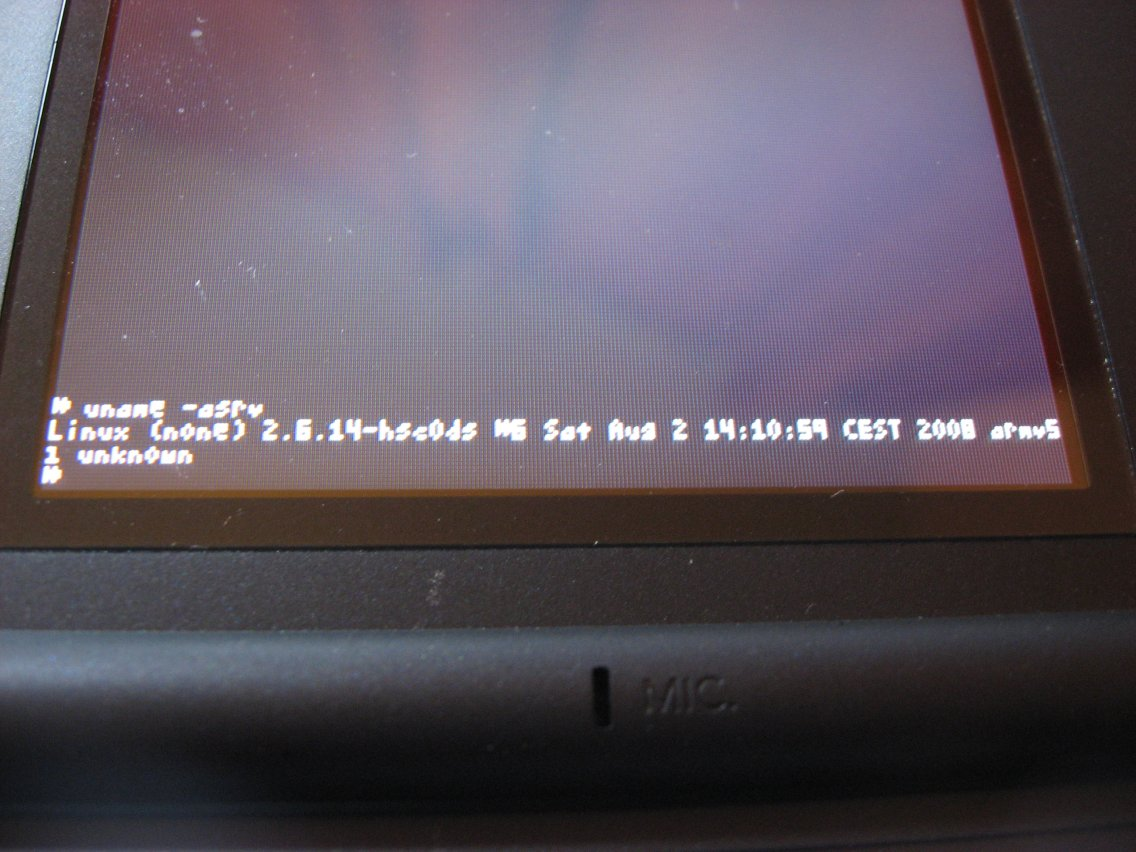
DSLinux po uruchomieniu na konsoli Nintendo DS Lite

## Wymagania
Aby uruchomić DSLinux potrzeba Flashcarta GBA (urządzenie z wbudowaną pamięcią flash / czytnikiem kart SD/CF/MicroSD) i tzw. PassMe / NoPass, które umożliwia uruchamianie kodu dla Nintendo DS ze slotu GBA.
Na urządzeniu docelowym potrzeba 16 MB wolnego miejsca.

## Specyfikacja
DSLinux oparty jest na zmodyfikowanej wersji jądra uClinux, obecnie bazującej na uCLinux 2.6.9 (Linux-2.6.9-uc0). W chwili obecnej system działa jedynie w trybie tekstowym, używając górnego ekranu konsoli jako głównego urządzenia wyjścia. Dolny ekran (dotykowy) wyświetla klawiaturę ekranową.
DSLinux nie ma zbyt wielu programów, aczkolwiek ma edytor tekstu vi, klienta IRC tinyirc, odtwarzacz muzyki madplay i przeglądarkę internetową retawq. W chwili obecnej trwają prace nad środowiskiem graficznym. Istnieje też możliwość portowania własnych aplikacji, jednak wymaga to ponownej kompilacji całego systemu.
DSLinux oferuje też łączenie się z innymi komputerami przez SSH, Telnet lub uruchomienie serwera telnet (telnetd).